# Austrian Open 2000 - Qualificazioni doppio
Le qualificazioni del doppio  dell'Austrian Open 2000 sono state un torneo di tennis preliminare per accedere alla fase finale della manifestazione. I vincitori dell'ultimo turno sono entrati di diritto nel tabellone principale. In caso di ritiro di uno o più giocatori aventi diritto a questi sono subentrati i lucky loser, ossia i giocatori che hanno perso nell'ultimo turno ma che avevano una classifica più alta rispetto agli altri partecipanti che avevano comunque perso nel turno finale.
Le qualificazioni del doppio del torneo Austrian Open 2000 prevedevano 4 coppie partecipanti di cui una è entrata nel tabellone principale.

## Teste di serie
1. Jose Frontera /  Héctor Moretti (Qualificati)

1. Fernando Meligeni /  André Sá (primo turno)

## Qualificati
1. Jose Frontera  /   Héctor Moretti

## Tabellone

### Legenda
| - Q = Qualificato - WC = Wild card - LL = Lucky loser | - ALT = Alternate - SE = Special Exempt - PR = Protected Ranking | - w/o = Walkover - r = Ritirato - d = Squalificato |

|  | Primo turno | Primo turno                    | Primo turno                    | Primo turno | Primo turno |  |  | Ultimo turno | Ultimo turno                 | Ultimo turno                 | Ultimo turno | Ultimo turno |  |
|  |             |                                |                                |             |             |  |  |              |                              |                              |              |              |  |
|  | 1           | Jose Frontera Héctor Moretti   | Jose Frontera Héctor Moretti   | 6           | 6           |  |  |              |                              |                              |              |              |  |
|  |             | Daniel Köllerer Ingo Neumuller | Daniel Köllerer Ingo Neumuller | 3           | 1           |  |  | 1            | Jose Frontera Héctor Moretti | Jose Frontera Héctor Moretti | 7            | 6            |  |
|  |             | Adrián García Fabio Maggi      | 7                              | 1           | 6           |  |  |              | Adrián García Fabio Maggi    | Adrián García Fabio Maggi    | 68           | 4            |  |
|  | 2           | Fernando Meligeni André Sá     | 64                             | 6           | 3           |  |  |              |                              |                              |              |              |  |